# Hyla intermedia
Hyla intermedia és una espècie de granota que es troba a Itàlia, Eslovènia, Suïssa i, possiblement també, a San Marino i el Vaticà.
Està amenaçada d'extinció per la pèrdua del seu hàbitat natural.